# Archanara clara
Archanara clara är en fjärilsart som beskrevs av Turner 1930. Archanara clara ingår i släktet Archanara och familjen nattflyn. Inga underarter finns listade i Catalogue of Life.